# Ianis Zicu
Ianis Alin Zicu (Costanza, 23 ottobre 1983) è un allenatore di calcio ed ex calciatore rumeno, di ruolo centrocampista, tecnico del Farul Costanza.

## Biografia
Nasce a Costanza, sulle sponde del Mar Nero, dal padre Niculae e dalla madre Zoita.

## Caratteristiche tecniche
All'inizio della carriera era considerato l'astro nascente del calcio rumeno, il cui talento era paragonato a quello di Adrian Mutu e a quello di Gheorghe Hagi.
Pur possedendo caratteristiche da regista, Zicu veniva spesso schierato alle spalle di due attaccanti ma si trova bene anche come esterno sinistro in un 4-3-3. Possedeva un discreto dribbling e i suoi modelli di riferimento erano Hagi e Zidane.

## Carriera

### Club
All'età di otto anni entra nelle giovanili del Farul Constanța dalla quale uscirà nel 2000 per accasarsi alla Dinamo Bucarest, nella prima squadra.
Esordisce in Divizia A nella Dinamo Bucarest il 14 aprile 2000 nel match vinto 4-2 contro il Gaz Metan Mediaș. Nel club della capitale totalizza 20 presenze in un campionato e mezzo. Nella sessione invernale del calciomercato del 2001-2002 viene ceduto in prestito al Poiana Câmpina, club che disputava la Divizia B e termina la stagione con 4 gol in 6 partite. L'anno successivo torna in massima serie nel Farul Constanța e di nuovo nella Dinamo Bucarest. L'Inter lo ha acquistato per 800 000 euro (altri pensano che la "vera" cifra dell'acquisto si aggiri attorno ai 2,5 milioni di euro) nel gennaio del 2004, ma lo ha lasciato in prestito al Parma nella trattativa per il ritorno di Adriano ai neroazzurri. In Italia disputa in due stagioni 9 partite senza segnare. Nell'incontro di Coppa UEFA giocato contro la Dinamo Bucarest il 5 novembre 2004 s'infortunia rimanendo indisponibile per quattro mesi. Inoltre non riesce a giocare partite ad alto livello con la divisa gialloblu. Al termine del prestito, a gennaio 2005, è stato rimandato in Romania, di nuovo alla Dinamo Bucarest, fino a giugno 2006. Nella stagione 2006-07 è stato prestato al Rapid Bucarest, dove è diventato capocannoniere della squadra. Successivamente si è trasferito a titolo definitivo alla Dinamo Bucarest firmando un contratto quadriennale da circa 400 000 euro all'anno. Nell'incontro di Champions League 2007-08 contro la Lazio s'infortunia nuovamente, questa volta ai legamenti del ginocchio destro restando fuori dai terreni di gioco per otto mesi. Nel 2010 Zicu è passato al Timișoara. Nella stagione 2010-11 vince il titolo di capocannoniere con 18 reti, ma il fallimento della squadra lo costringe a cercare un nuovo club. Il 16 giugno 2011 firma un contratto triennale con la squadra bulgara del CSKA Sofia. Dopo aver disputato 15 partite nel campionato bulgaro (segnando 13 gol), il 4 gennaio 2012 firma un contratto biennale con la squadra sudcoreana del Pohang Steelers.

### Nazionale
Nella Nazionale Under 21 ha giocato 13 partite segnando 3 gol. L'esordio nella nazionale maggiore risale al 2003 nell'incontro tra la Romania e il Giappone terminato 1-1.
Durante gli anni in cui è stato in Italia non è più stato convocato: ad ottobre del 2005 viene radiato da tutte le Nazionali di calcio della Romania per essersi rifiutato di entrare contro la Repubblica Ceca in una partita di Under-21. Viene richiamato nel 2006 dal ct Victor Pițurcă, giocando il suo secondo match contro l'Armenia. In carriera ha totalizzato 12 presenze e 1 gol, segnato contro il Lussemburgo in data 29 marzo 2011.
La sua ultima partita con la selezione rumena è stata il 12 giugno 2011 in amichevole contro il Paraguay.

## Statistiche

### Presenze e reti nei club
Statistiche aggiornate al 21 gennaio 2017.
| Stagione               | Squadra                | Campionato             | Campionato | Campionato | Coppe nazionali | Coppe nazionali | Coppe nazionali | Coppe continentali | Coppe continentali | Coppe continentali | Altre coppe | Altre coppe | Altre coppe | Totale | Totale |
| Stagione               | Squadra                | Comp                   | Pres       | Reti       | Comp            | Pres            | Reti            | Comp               | Pres               | Reti               | Comp        | Pres        | Reti        | Pres   | Reti   |
| ---------------------- | ---------------------- | ---------------------- | ---------- | ---------- | --------------- | --------------- | --------------- | ------------------ | ------------------ | ------------------ | ----------- | ----------- | ----------- | ------ | ------ |
| 2000-2001              | Dinamo Bucarest        | A                      | 4          | 1          | CR              | 1               | 0               | UCL                | 0                  | 0                  | -           | -           | -           | 5      | 1      |
| ago.-dic. 2001         | Dinamo Bucarest        | A                      | 16         | 2          | CR              | 2               | 0               | CU                 | 1                  | 0                  | SR          | 0           | 0           | 19     | 2      |
| gen.-giu. 2002         | FCM Câmpina            | C                      | 6          | 4          | CR              | -               | -               | -                  | -                  | -                  | -           | -           | -           | 6      | 4      |
| 2002-2003              | Farul Costanza         | A                      | 20         | 7          | CR              | 3               | 0               | -                  | -                  | -                  | -           | -           | -           | 23     | 7      |
| ago.-dic. 2003         | Dinamo Bucarest        | A                      | 13         | 6          | CR              | 3               | 4               | UCL                | 2+4                | 1+1                | SR          | 1           | 0           | 23     | 12     |
| gen.-giu. 2004         | Parma                  | A                      | 7          | 0          | CI              | 0               | 0               | CU                 | -                  | -                  | -           | -           | -           | 7      | 0      |
| ago.-dic. 2004         | Parma                  | A                      | 2          | 0          | CI              | 1               | 0               | CU                 | 1                  | 0                  | -           | -           | -           | 4      | 0      |
| Totale Parma           | Totale Parma           | Totale Parma           | 9          | 0          |                 | 1               | 0               |                    | 1                  | 0                  |             | -           | -           | 11     | 0      |
| gen.-giu. 2005         | Dinamo Bucarest        | A                      | 13         | 3          | CR              | 3               | 2               | UCL+CU             | -                  | -                  | -           | -           | -           | 16     | 5      |
| 2005-2006              | Dinamo Bucarest        | A                      | 27         | 9          | CR              | 2               | 0               | CU                 | 5                  | 1                  | SR          | 1           | 0           | 35     | 10     |
| 2006-2007              | Rapid Bucarest         | Liga I                 | 30         | 12         | CR              | 5               | 5               | CU                 | 2+6                | 0                  | SR          | 1           | 0           | 44     | 17     |
| 2007-2008              | Dinamo Bucarest        | Liga I                 | 12         | 2          | CR              | 1               | 0               | UCL+CU             | 1+0                | 0+0                | SR          | 1           | 0           | 15     | 2      |
| 2008-2009              | Dinamo Bucarest        | Liga I                 | 9          | 3          | CR              | 2               | 0               | CU                 | 0                  | 0                  | -           | -           | -           | 11     | 3      |
| 2009-2010              | Dinamo Bucarest        | Liga I                 | 18         | 0          | CR              | 3               | 1               | UEL                | 2+3                | 0                  | -           | -           | -           | 26     | 1      |
| Totale Dinamo Bucarest | Totale Dinamo Bucarest | Totale Dinamo Bucarest | 112        | 26         |                 | 16              | 7               |                    | 19                 | 5                  |             | 3           | 0           | 150    | 38     |
| 2010-2011              | Politehnica Timișoara  | Liga I                 | 30         | 18         | CR              | 1               | 0               | UEL                | 3                  | 1                  | -           | -           | -           | 34     | 19     |
| ago.-dic. 2011         | CSKA Sofia             | A                      | 15         | 13         | CB              | 1               | 0               | UEL                | 2                  | 0                  | SB          | 1           | 1           | 19     | 14     |
| gen.-lug. 2012         | Pohang Steelers        | KL                     | 15         | 6          | CK              | 1               | 0               | ACL                | 1+3                | 0                  | -           | -           | -           | 20     | 6      |
| lug.-dic. 2012         | Gangwon                | KL                     | 17         | 9          | CK              | 0               | 0               | -                  | -                  | -                  | -           | -           | -           | 17     | 9      |
| 2013                   | Gangwon                | KL                     | 27+2       | 6          | CK              | 1               | 2               | -                  | -                  | -                  | -           | -           | -           | 30     | 8      |
| Totale Gangwon         | Totale Gangwon         | Totale Gangwon         | 46         | 15         |                 | 1               | 2               |                    | -                  | -                  |             | -           | -           | 47     | 17     |
| gen.-giu. 2014         | Petrolul Ploiești      | Liga I                 | 10         | 0          | CR              | 1               | 0               | UEL                | -                  | -                  | -           | -           | -           | 11     | 0      |
| 2014-2015              | Târgu Mureș            | Liga I                 | 30         | 5          | CR+CdL          | 2+0             | 0               | -                  | -                  | -                  | -           | -           | -           | 32     | 5      |
| 2015-2016              | Poli Timișoara         | Liga I                 | 26         | 4          | CR+CdL          | 1+1             | 0               | -                  | -                  | -                  | -           | -           | -           | 28     | 4      |
| Totale Timișoara       | Totale Timișoara       | Totale Timișoara       | 56         | 22         |                 | 3               | 0               |                    | 3                  | 1                  |             | -           | -           | 62     | 23     |
| 2016-2017              | Târgu Mureș            | Liga I                 | 20         | 5          | CR+CdL          | 0+2             | 0+1             | -                  | -                  | -                  | -           | -           | -           | 22     | 6      |
| Totale Târgu Mureș     | Totale Târgu Mureș     | Totale Târgu Mureș     | 50         | 10         |                 | 4               | 1               |                    | -                  | -                  |             | -           | -           | 54     | 11     |
| Totale carriera        | Totale carriera        | Totale carriera        | 369        | 115        |                 | 36              | 15              |                    | 37                 | 6                  |             | 5           | 1           | 447    | 137    |

### Cronologia presenze e reti in nazionale
| Cronologia completa delle presenze e delle reti in nazionale ― Romania | Cronologia completa delle presenze e delle reti in nazionale ― Romania | Cronologia completa delle presenze e delle reti in nazionale ― Romania | Cronologia completa delle presenze e delle reti in nazionale ― Romania | Cronologia completa delle presenze e delle reti in nazionale ― Romania | Cronologia completa delle presenze e delle reti in nazionale ― Romania | Cronologia completa delle presenze e delle reti in nazionale ― Romania | Cronologia completa delle presenze e delle reti in nazionale ― Romania |
| Data                                                                   | Città                                                                  | In casa                                                                | Risultato                                                              | Ospiti                                                                 | Competizione                                                           | Reti                                                                   | Note                                                                   |
| ---------------------------------------------------------------------- | ---------------------------------------------------------------------- | ---------------------------------------------------------------------- | ---------------------------------------------------------------------- | ---------------------------------------------------------------------- | ---------------------------------------------------------------------- | ---------------------------------------------------------------------- | ---------------------------------------------------------------------- |
| 11-10-2003                                                             | Bucarest                                                               | Romania                                                                | 1 – 1                                                                  | Giappone                                                               | Amichevole                                                             | -                                                                      | 82’                                                                    |
| 28-2-2006                                                              | Strovolos                                                              | Romania                                                                | 2 – 0                                                                  | Armenia                                                                | Amichevole                                                             | -                                                                      | 70’                                                                    |
| 28-3-2007                                                              | Piatra Neamț                                                           | Romania                                                                | 3 – 0                                                                  | Lussemburgo                                                            | Qual. Euro 2008                                                        | -                                                                      |                                                                        |
| 2-6-2007                                                               | Celje                                                                  | Slovenia                                                               | 1 – 2                                                                  | Romania                                                                | Qual. Euro 2008                                                        | -                                                                      | 63’                                                                    |
| 6-6-2007                                                               | Timișoara                                                              | Romania                                                                | 2 – 0                                                                  | Slovenia                                                               | Qual. Euro 2008                                                        | -                                                                      | 60’                                                                    |
| 9-10-2010                                                              | Saint-Denis                                                            | Francia                                                                | 2 – 0                                                                  | Romania                                                                | Qual. Euro 2012                                                        | -                                                                      | 46’                                                                    |
| 8-2-2011                                                               | Paralimni                                                              | Romania                                                                | 2 – 2 dts (2 – 4 dtr)                                                  | Ucraina                                                                | Torneo di Cipro 2011 - Semifinale                                      | -                                                                      | 57’                                                                    |
| 9-2-2011                                                               | Paralimni                                                              | Cipro                                                                  | 1 – 1 dts (4 – 5 dtr)                                                  | Romania                                                                | Torneo di Cipro 2011 - Finale 3º posto                                 | -                                                                      | 85’                                                                    |
| 26-3-2011                                                              | Zenica                                                                 | Bosnia ed Erzegovina                                                   | 2 – 1                                                                  | Romania                                                                | Qual. Euro 2012                                                        | -                                                                      | 85’                                                                    |
| 29-3-2011                                                              | Piatra Neamț                                                           | Romania                                                                | 3 – 1                                                                  | Lussemburgo                                                            | Qual. Euro 2012                                                        | 1                                                                      |                                                                        |
| 7-6-2011                                                               | San Paolo                                                              | Brasile                                                                | 1 – 0                                                                  | Romania                                                                | Amichevole                                                             | -                                                                      | 72’                                                                    |
| 12-6-2011                                                              | Asunción                                                               | Paraguay                                                               | 2 – 0                                                                  | Romania                                                                | Amichevole                                                             | -                                                                      | 46’                                                                    |
| Totale                                                                 |                                                                        | Presenze                                                               | 12                                                                     |                                                                        | Reti                                                                   | 1                                                                      |                                                                        |

## Palmarès

### Club
- Campionato rumeno: 2

Dinamo Bucarest: 2001-2002, 2003-2004
- Coppa di Romania: 4

Dinamo Bucarest: 2000-2001, 2003-2004, 2004-2005
Rapid Bucarest: 2006-2007
- Supercoppa di Romania: 1

Dinamo Bucarest: 2005
- Supercoppa di Bulgaria: 1

CSKA Sofia: 2011
- Coppa della Corea del Sud: 1

Pohang Steelers: 2013

### Individuale
- Capocannoniere della Liga I: 1

2010-11 (18 gol)